# انتخابات مجلس الأمن التابع للأمم المتحدة 2018
أجريت انتخابات مجلس الأمن التابع للأمم المتحدة 2018 في 8 يونيو خلال الدورة الثانية والسبعين الجمعية العامة للأمم المتحدة التي تعقد في مقر الأمم المتحدة في مدينة نيويورك. وتتعلق الانتخابات بخمسة مقاعد غير دائمة في مجلس الأمن الدولي لولاية مدتها سنتان تبدأ في 1 يناير 2019. وهي تمثل المرة الأولى التي ستكون فيها إسرائيل مرشحة للمجلس. ومنذ عام 1965 عندما اعتمدت الصيغة الانتخابية الحالية، وحتى سنة 2000 عندما انضمت إسرائيل إلى مجموعة دول أوروبا الغربية ودول أخرى، كان من المستحيل على إسرائيل السعي للحصول على مقعد لأن عدة دول منعت عضويتها في المجموعة الآسيوية.
ووفقًا لقواعد التناوب التي يتبعها مجلس الأمن، والتي تتناوب فيها المقاعد العشرة غير الدائمة للمجلس فيما بين مختلف التكتلات الإقليمية التي تقسم الدول الأعضاء في الأمم المتحدة عادة نفسها إليها لأغراض التصويت والتمثيل، توزع المقاعد الخمسة المتاحة على النحو التالي.
- واحد لدول أفريقيا
- واحد لدول آسيا ومنطقة المحيط الهادئ[2]
- واحد لدول أمريكا اللاتينية ومنطقة البحر الكاريبي
- اثنين لمجموعة دول أوروبا الغربية ودول أخرى

سيعمل الأعضاء الخمسة في مجلس الأمن لفترة السنتين 2019–20.

## المرشحين

### المجموعة الأفريقية
- جنوب إفريقيا[3]

### مجموعة آسيا-المحيط الهادئ
- جزر المالديف[4]
- إندونيسيا[5]

### مجموعة أمريكا اللاتينية والكاريبي
- جمهورية الدومينيكان[6]

### مجموعة أوروبا الغربية ودول أخرى
- بلجيكا[7][8]
- ألمانيا[7][8]
- إسرائيل[7][8][9] — انسحبت في مايو 2018[10]